# 埔姜崙 (彰化縣)
埔姜崙，是臺灣彰化縣秀水鄉的一個傳統地域名稱，位於該鄉西部。相較於今日行政區，其範圍大致包括埔崙村、福安村。

## 歷史
台灣清治末期至日治初期，埔姜崙地區為一街庄，稱為「埔姜崙庄」，隸屬於馬芝堡。該庄東北與安東庄為鄰，東與秀水庄為鄰，東南與曾厝厝庄為鄰，西南邊為三汴頭庄、外中庄，西邊為外埔庄，西北邊為大崙庄。
1901年（日治明治三十四年）11月，該庄隸屬於彰化廳。1909年（明治四十二年）10月，改隸屬於臺中廳。1920年（大正九年），該庄改制為「埔姜崙」大字，隸屬於臺中州彰化郡秀水庄，大字下有「埔姜崙」、「坡頭頂」小字名。
戰後秀水庄改制為秀水鄉，隸屬於彰化縣，大字亦改制為村。

## 交通
省道台19線（彰水路一段）又稱「中央公路」，為彰化至台南永康的幹道，大致以東北－西南走向貫穿埔姜崙地區，往東北可前往秀水市區、彰化，往西南可前往溪湖、土庫、北港等地。

## 學校
- 秀水高工（部分）
- 明正國小